# ボーイング40A

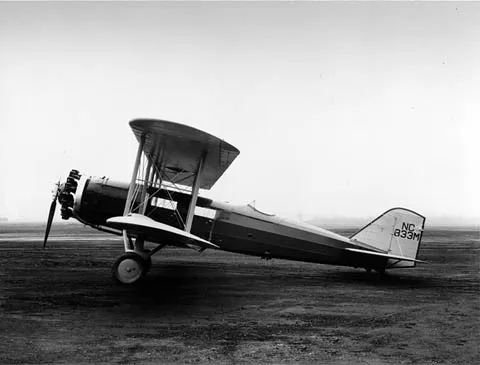
ボーイング40

ボーイング40A（Boeing Model 40）とは、アメリカ合衆国の航空機メーカーであるボーイングが初めて開発した複葉機の旅客機である。

## 概要
1925年にアメリカ合衆国郵政省の航空郵便輸送機として開発が進められていた。この機体は水冷式エンジンのリバティであり、主な目的は郵便物を運ぶためではあったが、乗客2人を収容する客室も備えていた。1925年7月20日に初飛行した。しかし契約はライバルのダグラス・エアクラフトのM-2輸送機が採用された為、受注は叶わなかった。
そののち、1927年に民間航空路の旅客機に運用される機体として復活し、こちらがボーイング40Aとなった。エンジンは空冷式の Pratt & Whitneyのワプスとなっていたが、機体構造は当時としては標準的な鋼管を網状に組んだ上に羽布を貼り付けた構造であった。1927年7月1日にユナイテッド・エアクラフト・アンド・トランスポート（BATC：現在のユナイテッド航空）の手によってサンフランシスコ・シカゴ間の航空路に就航した。80機ほど量産された。

## スペック (Model 40A)
- 乗員: 1
- 乗客: 2
- 全長: 10,12 m
- 全幅: 13,47 m
- 全高: 3,73 m

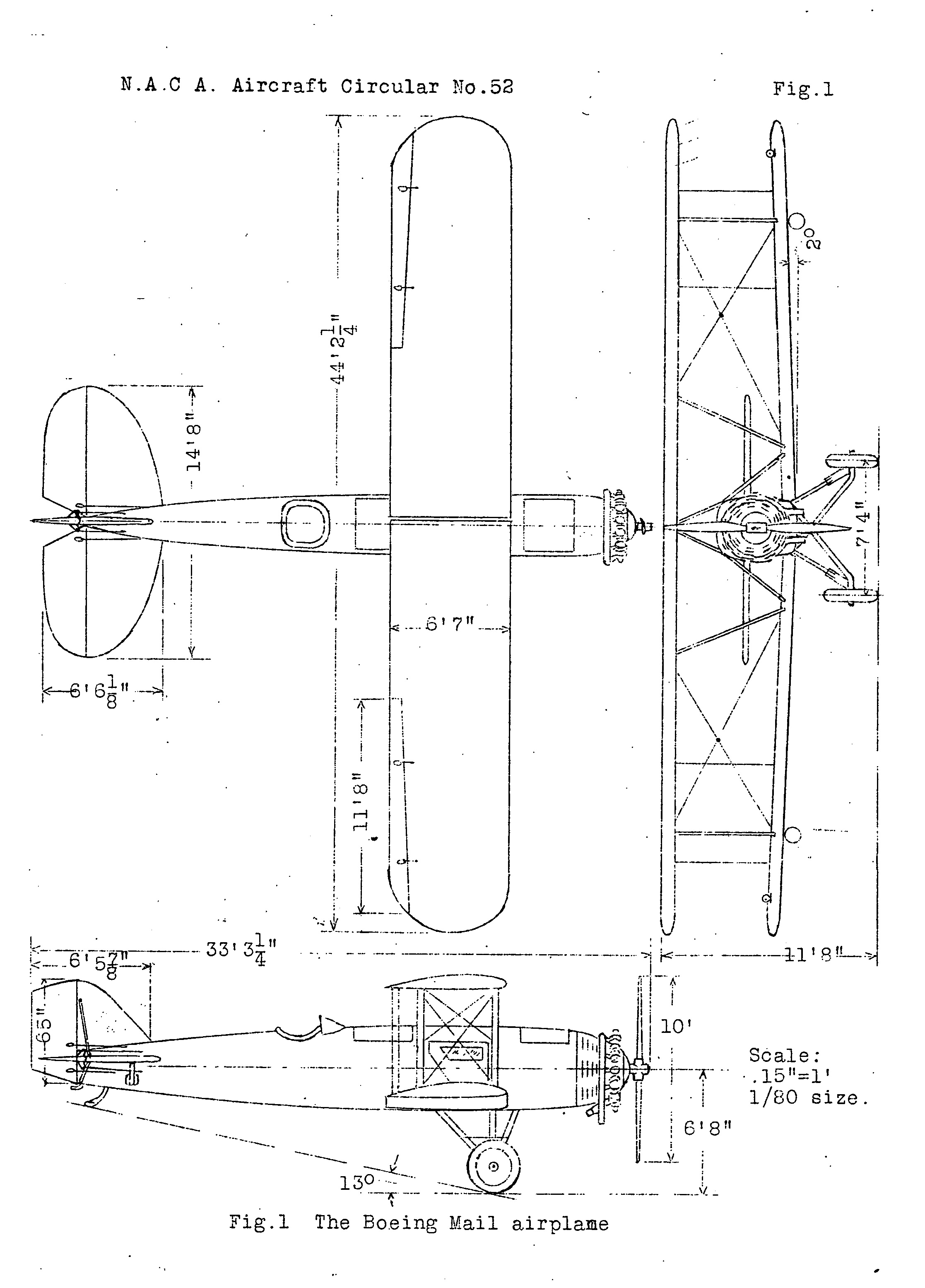
ボーイング40の設計図

- 翼面積: 50.82 m2
- 空虚重量: 1.602 kg
- 最大離陸重量: 2.722 kg
- 巡航速度: 169 km/h
- 最大速度: 202 km/h
- 最大上昇限界高度: 4.420 m
- 航続距離: 1,046 km
- エンジン: Pratt & Whitney Wasp 313 kW（420馬力）単発

## バリエーション（派生型）
- Model 40 - 最初に設計された水冷式エンジン搭載型
- Model 40A - 1927年にBATCのために改設計された機体 (25機生産)
- Model 40B - 搭載エンジンをPratt & Whitneyホーネットへ換装 (19機改造)

他にもマイナーチェンジタイプ多数